# Prix DiaspAura
Le prix DiaspAura est une récompense de portée internationale, créée par Yannick Meyo Bibang et organisée par l'association DiaspAura International. Remis pour la première fois en 2010, présidés par Yamina Benguigui, les prix sont décernés chaque année à des personnes, des associations, des entreprises « concourant à l’aura positive des diasporas », par leurs contributions majeures en faveur de la valorisation et une meilleure compréhension des diasporas du monde entier.
Les prix DiaspAura sont décernés au cours du mois d'octobre de chaque année. La cérémonie de remise des prix a lieu le 2 décembre, Journée Internationale pour l’abolition de l’esclavage initiée par l’ONU. La célébration de cette journée, tout en s'inspirant de l'esprit de l'abolition de la traite des noirs, actualise le combat permanent contre toutes les autres formes d'esclavage moderne qui privent à de très nombreux êtres humains, leurs libertés et leurs droits les plus élémentaires à la dignité, au travail libre, à la vie tout simplement.

## Les prix
Les prix DiaspAura sont attribués depuis 2010 dans les catégories suivantes :
- prix DiaspAura arts et culture
- prix DiaspAura patrimoine et héritage
- prix DiaspAura jeunesse et éducation
- prix DiaspAura développement économique
- prix DiaspAura solidarité et intégration
- prix DiaspAura personnalité ou initiative de l’année
- prix DiaspAura d’honneur

## Règles d'attribution

### Procédures de Candidatures
Chaque année, l’association DiaspAura International lance un appel à candidatures, précisant les catégories de récompenses de l’année, ainsi que la date limite de dépôt de candidatures, au-delà de laquelle il ne sera plus recevable.
Les candidatures motivées sont adressées au Secrétaire Général de l’association DiaspAura International. Elles comporteront une description détaillée de la personnalité, de la fondation, de l’entreprise et de leurs actions. La lettre de candidature sera rédigée en langue française.
Les candidatures sont présentées par l’association DiaspAura International, le Comité de Candidatures (institutions, associations et ONG) et par les anciens récipiendaires. Une candidature peut être présentée sans que le candidat en ait été averti.
Cependant, lorsque le jury prend sa décision, il établit un lien direct avec les impétrants de sorte qu’il en soit informé avant l’envoi du communiqué de presse annonçant les Lauréats.
Les présentes procédures s'appliquent à l'ensemble des catégories de récompenses des DiaspAura.

### Comité de Candidatures
Le Comité de Candidatures assiste le Secrétariat général des DiaspAura pour la sélection des candidatures, son avis est consultatif.
Quelques institutions sollicitées pour faire partie de ce Comité :
- Association des maires de France
- Agence Universitaire de la Francophonie
- Unesco
- Conseil représentatif des associations noires de France (CRAN)
- Conseil français des investisseurs en Afrique (CIAN)
- Institut des Diasporas Noires Francophones (IDNF)
- Secrétariat Général du Cinquantenaire des Indépendances Africaines en France en 2010

### Le Jury

#### Constitution
Les DiaspAura sont décernés par un jury constitué chaque année par le secrétaire général de l’association DiaspAura International, et composé d’au moins huit membres titulaires ayant voix délibérative.
Ne peut faire partie du jury quiconque est intéressé à la candidature d’un des « DiaspAura » en compétition.

#### Vote
Les DiaspAura sont attribués par un vote secret des membres du jury.

#### Annonce des Lauréats
L’annonce des lauréats des DiaspAura est diffusée par un communiqué adressé à la presse nationale et internationale, deux mois avant la Cérémonie de remise des Prix DiaspAura.

## Les membres du jury
- Liste des membres du Jury du prix DiaspAura

### Jury 2010
Présidente du jury
- Yamina Benguigui, cinéaste & femme politique française

Membres du jury
- Fadila Mehal, présidente-fondatrice de "Les Marianne de la Diversité"
- Stephen Decam, secrétaire général du Conseil français des investisseurs en Afrique (CIAN)
- Jean Digne, Président de Hors les murs, chargé de mission au Ministère des Affaires Étrangères, ex-Directeur de l’AFAA
- Jean-Louis Domergue, ancien représentant pour l’Afrique de l’Ouest et du Centre de l’Organisation internationale pour les migrations (OIM)
- François Durpaire, écrivain & historien spécialiste des diasporas noires, Fondateur du Mouvement pluricitoyen
- Bonaventure Mvé Ondo, vice-recteur de l’Agence Universitaire de la Francophonie
- Louis-Georges Tin, vice-président du CRAN

## Lauréats
- Liste des lauréats du prix DiaspAura

### Lauréats 2010
- Prix DiaspAura arts et culture
  - 1er Prix : Tismée, Spectacle musical sur le métissage, écrit par Bruno Fougnies et mis en scène par Rubia Matignon
  - 2e Prix : African Football Factory, pour l'exposition "L’Afrique, le Football et les Indépendances"

- Prix DiaspAura patrimoine et héritage
  - 1er Prix : Elikia M’Bokolo, pour le documentaire "Afrique(s) - Une autre histoire du XXe siècle"
  - 2e Prix : Association la Voute Nubienne, pour le programme "Pour des Toits de Terre au Sahel"

- Prix DiaspAura jeunesse et éducation
  - 1er Prix : Respect Magazine, comme "Trimestriel de culture et de société pour les jeunes"
  - 2e Prix : AFPA, pour son projet de "Formation pour répondre aux besoins en Afrique"

- Prix DiaspAura développement économique
  - 1er Prix : Egide, comme "Partenaire des entreprises et des associations pour leur mobilité internationale"
  - 2e Prix : RATP, comme "Première Entreprise publique à ouvrir ses emplois aux étrangers"

- Prix DiaspAura solidarité et intégration
  - 1er Prix : Edouard Glissant, pour "l'Institut du Tout-Monde"
  - 2e Prix : Drépaction, pour "la Lutte contre la Drépanocytose"

- Prix DiaspAura personnalité ou initiative de l’année
  - Marie Ndiaye, pour son œuvre "Trois Femmes puissantes"

- Prix DiaspAura d’honneur
  - Abdellatif Kechiche, Cinéaste, "pour l'ensemble de son œuvre en faveur de la promotion de la Diversité et une meilleure compréhension des diasporas"
  - Pierre-Victor Mpoyo, Peintre & Homme politique, "pour sa contribution exceptionnelle en faveur de la valorisation et une meilleure compréhension des diasporas"